# استيفاو دا غاما
استفاو دا غاما (Estevao da Gama) الابن الثاني لفاسكو دا غاما، والحاكم البرتغالي للهند.
قاد استفاو دا غاما، في عام 1541، أسطول برتغالي لمهاجمة السويس. أمام قوة الأسطول العثماني المرابط بالسويس اضطر دا غاما للانسحاب وعرّج على ميناء الطور بسيناء حيث دمره ثم أقفل عائدا إلى قاعدته الحديثة في مصوع وميناء أرقيقو المجاور (بإريتريا المعاصرة) الذين مالبث أن أخلاهما وترك العتاد و130 مقاتل و400 من العبيد لإمبراطور الحبشة المحاصر من الدول المسلمة المجاورة وأقلع إلى الهند في 9 يوليو 1541.